# Uganka
Uganka je vrsta naloge, zastavljene na različne načine, ki za reševanje zahteva premislek, oziroma za njeno reševanje običajno ni ustaljenih metod.
Uganka je tudi književna oblika v prozi ali v verzih. 
V zgodovini so uganke nastajale v vseh civilizacijah, v starogrški in rimski pa so imele tudi določeno obredno vlogo. Najbolj znane so prerokbe v obliki ugank iz Apolonovega svetišča v Delfih, uganke Sfinge, gordijski vozel, Kolumbovo jajce ...
Vrste ugank:
- logična uganka (Einsteinova uganka, ...)
- besedna uganka (logogrif, anagram, palindrom, križanka, ...)
- slikovna uganka ali rebus
- situacijska uganka
- mehanska uganka (Rubikova kocka, ...)
- številčna uganka (sudoku, križanka vsot, ...)

Nekatere uganke sodijo v več kategorij.